# Wapen van Indijk

Wapen van Indijk

Het wapen zoals het door de HRvA in het wapenregister is ingetekend

Het wapen van Indijk werd op 24 december 1817 door de Hoge Raad van Adel aan de Utrechtse gemeente Indijk in gebruik bevestigd.  Deze gemeente was op 1 april 1817 van Harmelen afgesplitst. Op 13 januari 1821 werd Indijk weer bij Harmelen gevoegd. Het wapen van Indijk is daardoor komen te vervallen. Uit het wapen zijn geen elementen overgenomen in het gemeentewapen van Harmelen. Op 1 januari 2001 werd Harmelen bij Woerden gevoegd.

## Blazoenering
De blazoenering van het wapen luidde als volgt:
Van zilver, beladen met een man rustende op een spa, alles in natuurlijke verwen en staande op een terras van synople.
De heraldische kleuren zijn zilver (wit) en sinopel (groen). De man is van natuurlijke kleur.

## Geschiedenis
Bij aanvraag werd door de burgemeester aangegeven dat het wapen reeds lang als heerlijkheidswapen werd gevoerd. Over de herkomst is verder niets bekend.
Abcoude
· Abcoude-Baambrugge
· Abcoude-Proostdij
· Achttienhoven
· Amerongen
· Benschop
· Breukelen
· Breukelen-Nijenrode
· Breukelen-Sint Pieters
· Bunnik
· Cothen
· Darthuizen
· De Vuursche
· Doorn
· Driebergen
· Driebergen-Rijsenburg
· Everdingen
· Haarzuilens
· Hagestein
· Harmelen
· Hoenkoop
· Hoogland
· Houten
· Indijk
· Jaarsveld
· Jutphaas
· Kamerik
· Kockengen
· Langbroek
· Leersum
· Linschoten
· Loenen
· Loenersloot
· Loosdrecht
· Maarn
· Maarssen
· Maarsseveen
· Maartensdijk
· Mijdrecht
· Nigtevecht
· Noord-Polsbroek
· Odijk
· Oudenrijn
· Polsbroek
· Rijsenburg
· Ruwiel
· Schalkwijk
· Snelrewaard
· Sterkenburg
· Stoutenburg
· Tienhoven
· Vianen 
· Vinkeveen
· Vinkeveen en Waverveen
· Vleuten
· Vleuten-De Meern
· Vreeland
· Vreeswijk
· Waarder
· Waverveen
· Werkhoven
· Westbroek
· Willeskop
· Willige Langerak
· Wilnis
· Zegveld
· Zuilen
· Zuid-Polsbroek